# Samuel Lauras
Dom Samuel (obč. Yves) Lauras OCSO (* 18. prosince 1954) je český trapistický opat francouzského původu, autor duchovní literatury ve francouzštině a češtině.

## Stručný životopis
Pochází z rodiny spřízněné s francouzským spisovatelem Henrim Pourratem. Během studií stavebního inženýrství prožil náboženskou krizi, která jej přiměla k tomu, že v roce 1983 vstoupil do francouzského trapistického kláštera Sept-Fons, kde byl v roce 1990 vysvěcen na kněze. Později se stal i převorem tohoto kláštera, a v roce 1998 byl vyslán se skupinou mnichů založit nový klášter v Novém Dvoře u Toužimi. Po jeho povýšení na opatství byl 8. prosince 2011 zvolen jeho prvním opatem.